# 天津增廿八
天鵝座σ，又名BD+38 4431，HD 202850、SAO 71165、HR 8143，是天鵝座的一颗恒星，视星等为4.23，位于銀經84.19，銀緯-6.87，其B1900.0坐标为赤經21h 13m 29.2s，赤緯+38° -6.87′ 32″。